# Eloy Padilla
Eloy Padilla López (Santa Cruz de la Sierra, 8 de marzo de 1976) es un exfutbolista boliviano. Se desempeñaba como guardameta y su último equipo fue Nacional Potosí de la Primera División de Bolivia.

## Estadísticas

### Primera División
| Club                   | País    | Año         | Partidos |
| ---------------------- | ------- | ----------- | -------- |
| Oriente Petrolero      | Bolivia | 2004 - 2006 | 30       |
| Unión Central          | Bolivia | 2006 - 2007 | 2        |
| Real Mamoré            | Bolivia | 2007 - 2008 | 22       |
| Guabirá                | Bolivia | 2008 - 2009 | 1        |
| San José               | Bolivia | 2009 - 2010 | 21       |
| Aurora                 | Bolivia | 2010 - 2012 | 5        |
| C. A. Nacional Potosí  | Bolivia | 2012 - 2014 | 18       |
| Empresa Minera Huanuni | Bolivia | 2014        |          |

### Copas internacionales
| Año  | Equipo   | País    | Torneo            | Partidos |
| ---- | -------- | ------- | ----------------- | -------- |
| 2010 | San José | Bolivia | Copa Sudamericana | 3        |

### Resumen estadístico
| Competición                 | Partidos |
| --------------------------- | -------- |
| Primera División de Bolivia | 99       |
| Copas internacionales       | 3        |
| Total                       | 102      |